# Сивоглава амадина
Сивоглавата амадина (Lonchura griseicapilla) е вид птица от семейство Астрилдови (Estrildidae).

## Разпространение и местообитание
Разпространен е в Етиопия, Кения, Сомалия, Судан, Танзания, Уганда и Южен Судан.